# Trioza californica
Trioza californica är en insektsart som beskrevs av Crawford 1910. Trioza californica ingår i släktet Trioza och familjen spetsbladloppor. Inga underarter finns listade i Catalogue of Life.